# Amphitecna silvicola
Amphitecna silvicola là một loài thực vật có hoa trong họ Chùm ớt. Loài này được L.O.Williams mô tả khoa học đầu tiên năm 1973.